# Agalope ardjuna
Agalope ardjuna är en fjärilsart som beskrevs av Walter Karl Johann Roepke 1937. Agalope ardjuna ingår i släktet Agalope och familjen bastardsvärmare. Inga underarter finns listade i Catalogue of Life.